# Горетовка (деревня)
Горетовка — деревня в Московской области России. Входит в городской округ Солнечногорск, относится к территориальному управлению Андреевка в рамках администрации городского округа. 

## География
Расположен примерно в 5 км от Зеленограда, на левом берегу реки Горетовки. Через деревню проходит Пятницкое шоссе.
Имеется прямое автобусное сообщение с Москвой (автобус № 1016) и Зеленоградом (автобусы № 357 и 1016).

## История
Название деревни в составе так называемого Горетова стана встречается в духовных грамотах Ивана Калиты.
В 1852 году деревня насчитывала 109 жителей в 15 дворах и принадлежала капитанше Екатерине Ивановне Гуляевой. С 1859 года получила статус сельца. Усадьбу П. Н. Гуляева купил профессор Московского университета Модест Яковлевич Киттары, который основал в 1860 году здесь двухклассное училище с приютом на 20 человек.
В школе учился будущий Герой Советского Союза Николай Фёдорович Семёнов.
Во время битвы за Москву в 1941 году в окрестностях деревни вели тяжелые бои части дивизии Московского народного ополчения, переименованной в 18-ю стрелковую дивизию.
С 1994 до 2005 года деревня входила в Андреевский сельский округ Солнечногорского района.
С 2005 до 2019 года деревня включалась в городское поселение Андреевка Солнечногорского муниципального района Московской области, с 2019 года стала относиться к территориальному управлению Андреевка в рамках администрации городского округа Солнечногорск.

## Население
| 1852 | 1859 | 1890 | 1899 | 1926 | 1932 | 2002 |
| ---- | ---- | ---- | ---- | ---- | ---- | ---- |
| 109  | ↘102 | ↘100 | ↗110 | ↗407 | ↘200 | ↘32  |
| 2010 |      |      |      |      |      |      |
| ↗59  |      |      |      |      |      |      |